# Грмада (Требнє)
Грмада (словен. Grmada) — поселення в общині Требнє, регіон Південно-Східна Словенія, Словенія.